# Chipring
Chipring (nep. चिप्रिड) – gaun wikas samiti we wschodniej części Nepalu w strefie Sagarmatha w dystrykcie Khotang. Według nepalskiego spisu powszechnego z 2001 roku liczył on 275 gospodarstw domowych i 1391 mieszkańców (718 kobiet i 673 mężczyzn).